# هورتون (باركشير)
هورتون (بالإنجليزية: Horton, Berkshire)‏ هي قرية وأبرشية مدنية تقع في المملكة المتحدة في إنجلترا. يقدر عدد سكانها بـ 983 نسمة .